# L'Inconnue de Montréal (film)
Pour l’article homonyme, voir L'Inconnue de Montréal (Jess Long).
Pour plus de détails, voir Fiche technique et Distribution.
L'Inconnue de Montréal est un film français réalisé par Jean Devaivre, sorti en 1950.

## Synopsis
Le Français Pierre Chambreuil et le Canadien Paul Laforêt sont deux anciens camarades de guerre. Ils se retrouvent cinq ans plus tard à Paris. Pierre est sur le point d'épouser une belle étrangère, Helen Bering. Paul tente de l'en dissuader. Voyant qu'il n'y parvient pas, il s'enfuit avec Helen au Canada. Pierre, soupçonnant qu'il a été trompé, s'envole à son tour pour Montréal. Mais, à son arrivée, il découvre une bien étrange vérité. Laforêt est un membre de la police canadienne et il vient de faire enfermer Helen, accusée de meurtre.

## Fiche technique
- Titre : L'Inconnue de Montréal
- Réalisateur : Jean Devaivre
- Scénario : Charles Exbrayat, Jean Devaivre
- Chef-opérateur : Philippe Agostini
- Décors : Lucien Carré
- Costumes : Elsa Schiaparelli
- Musique : Joseph Kosma
- Son : Tony Leenhardt
- Montage : Jacques Grassi
- Production : Paul L'Anglais
- Pays :  France  Canada
- Langue du film : français
- Format : Noir et blanc - 1,37:1 - 35 mm - Son mono
- Genre : Drame
- Durée : 112 minutes
- Dates de sortie : 
  - Canada : 17 novembre 1950
  - France : 17 août 1951

## Distribution
- René Dary : Pierre Chambreuil
- Paul Dupuis : Paul Laforêt
- Patricia Roc : Helen Bering
- Alan Mills : Anton
- Paulette Andrieux
- Albert Dinan
- Eliane Dorsay
- Cecilia Bert
- Charles Fawcett
- André De Repentigny
- René Hell
- Palmyre Levasseur
- Jacques Langevin
- Katherine Kath
- Maurice Marsac
- Guy Mauffette